# 창흥선
창흥선(昌興線)은 조선민주주의인민공화국 함경남도 함흥시에 있는 창흥역과 련흥역을 연결하는 철도노선이다.

## 노선 정보
- 구간과 거리 : 창흥역~련흥역. 거리는 대략 8~10km 정도.
- 역 수 : 2개(양단역 포함)
- 궤도 간격 : 1435mm(표준궤)
- 전철화 구간 : 전 구간(직류 3000V)
- 복선 구간 : 없음

## 역 목록
| 역이름     | 구역명(舊驛名) | 영업거리 (km) | 접속노선 | 소재지          |
| ---------- | -------------- | ------------- | -------- | --------------- |
| 창흥(昌興) | 본궁(本宮)     | 0.0           | 평라선   | 함경남도 함흥시 |
| 련흥(蓮興) |                |               |          | 함경남도 함흥시 |